# Listă de umoriști englezi
Umorul englez sau britanic se caracterizează printr-un umor sec, caustic, frecvent cinic, fiind răspândită ideea că englezul nu pierde simțul umorului nici în clipele cele mai grele, sau chiar în fața morții. Unii dintre reprezentanții cei mai mai de seamă ai umorului britanic sunt Oscar Wilde (de fapt, irlandez), Edward Lear, Lewis Carroll, Jonathan Swift (de fapt, irlandez) și Charles Dickens.
Alți reprezentanți ai umorului britanic:
- Jerome K. Jerome
- George Bernard Shaw (de fapt, irlandez)
- Douglas Adams
- Rowan Atkinson
- Monty Python
- Terry Pratchett
- Wallace & Gromit